# 桜橋 (福井市)
桜橋（さくらばし）は福井県福井市を流れる足羽川に架かる橋で、日本一の桜並木の中ほどにある。下流には、藩政時代、福井城下では足羽川に架かる唯一の橋であった九十九橋（現在の橋は1986年（昭和61年）に架け替え）が架かる。

## 概要
- 右岸（北詰）：福井市中央3丁目
- 左岸（南詰）：福井市左内町、福井市つくも1丁目

## 交通
京福バス「左内公園口」バス停から徒歩およそ5分。
コミュニティバスすまいる（照手･足羽方面）「浜町」下車すぐ。

## 周辺
- 足羽川桜並木
- 足羽山
- 橘曙覧（たちばなのあけみ）記念文学館
- 左内公園